# Rio de Moinhos (Borba)
Rio de Moinhos ist eine Gemeinde (Freguesia) im portugiesischen Kreis Borba. In ihr leben 1860 Einwohner (Stand 19. April 2021).

## Bevölkerungsentwicklung
| Jahr      | 1864  | 1878  | 1890  | 1900  | 1911  | 1920  | 1930  | 1940  | 1950  | 1960  | 1970  | 1981  | 1991  | 2001  | 2011  |
| Einwohner | 1.203 | 1.402 | 1.525 | 1.681 | 1.944 | 2.073 | 2.378 | 3.044 | 3.186 | 3.398 | 3.174 | 2.757 | 2.462 | 2.271 | 2.056 |